# Битва на Стреве
Битва на Стре́ве — битва на реке Стреве около Ковно между армиями Тевтонского ордена и Великого княжества Литовского под руководством князей Ольгерда и Кейстута, произошедшая 2 февраля 1348 года.

## Силы сторон
Кроме сил непосредственно Ордена, в походе участвовали также английские и французские рыцари. Армия Великого княжества, помимо собственно литовских сил, включала также полки из Владимира-Волынского, Берестья, Витебска, Смоленска, возможно, из Полоцка.

## Ход сражения
Накануне битвы войска из Пруссии в течение недели опустошали земли литовского Понеманья. Армия Великого княжества искала и перехватила немцев, и инициатива начала битвы также принадлежала литовским командующим (Ольгерду). Между тем, исход битвы оказался не в пользу Великого княжества.

Литовский историк Э. Гудавичюс следующим образом описал ход битвы: 
2 февраля литовцы настигли их [крестоносцев] у реки Стревы. Битва на Стреве продемонстрировала излишнюю самоуверенность Ольгерда и в условиях боя. Бесшабашно преследуя неприятеля, литовцы и русские увязли в болоте, и естественная преграда, столь часто выручавшая их, стала на сей раз гибельной. Руководство Ордена сумело перегруппировать силы, немцы контратаковали и оттеснили литовцев на речной лед, который не выдержал веса воинов и начал трескаться. Литовцев и русских обуяла паника, и они, понеся большие потери, отступили. 

## Потери

### Великое княжество Литовское
Отчёт Кенигсбергского архива об этой битве говорит: «Однако не забудем, что во имя Господне полегло 1000 и из 20 000 спаслись немногие, взято 800 или около того». Современник события Иоанн Витодуран, писавший свою летопись в Цюрихе, рассказывает, будто в битве на реке Стреве погибло 40 000 литовцев.
Польский историк Ян Длугош исчислял потери литовцев в 22 000.
Русские летописи, вовсе почти не обращавшие внимания на борьбу Литвы с крестоносцами, внесли следующее известие об этой битве: «Бой был немцем с Литвою на Страве реце и побиша Литвы 40 000».
Немецкие хронисты преувеличивали её масштаб, но наверняка, поражение было очень тяжёлым. Среди погибших названы Монтвид и Наримонт, братья Ольгерда. В честь победы в Кёнигсберге была построена церковь Девы Марии (считающейся покровительницей Ордена).
Литовский историк Э. Гудавичюс имел следующее мнение о потерях ВКЛ в битве на Стреве: «Называя тысячи и даже десятки тысяч погибших литовцев и русских, хроники, вне сомнения, сгущают краски, но потери были огромны, а поражение — очевидно».

### Тевтонский Орден
Со стороны Тевтонского Ордена в битве погибли комтур Данцига, войт Самбийского епископства, 50 отборных воинов при главном знамени.

## Результаты
Орден не использовал полноценно эту победу. В Европе полыхала пандемия чумы, людские ресурсы Ордена сильно уменьшились, давление крестоносцев на литовские западные и северо-западные границы в последующие годы неуклонно снижалось.